# Europese kampioenschappen jachtgeweer 1973
De Europese kampioenschappen jachtgeweer 1973 waren door de European Shooting Confederation (ESC) georganiseerde kampioenschappen voor schutters in het kleiduifschieten. De negentiende editie van de Europese kampioenschappen vond plaats in het Italiaanse Turijn.

## Resultaten

### Trap
| Onderdeel   | Goud                   | Zilver         | Brons                |
| ----------- | ---------------------- | -------------- | -------------------- |
| Heren       |                        |                |                      |
| Individueel | Eladio Vallduvi Casals | Mario Manfredi | Burckhardt Hoppe     |
| Team        | Frankrijk              | Spanje         | Italië               |
| Dames       |                        |                |                      |
| Individueel | Julia Klekova          | Elda Rolandi   | Marie-Pierre Jacquet |
| Team        | Sovjet-Unie            | Italië         | Frankrijk            |

### Skeet
| Onderdeel   | Goud           | Zilver               | Brons             |
| ----------- | -------------- | -------------------- | ----------------- |
| Heren       |                |                      |                   |
| Individueel | Tariel Zhgenti | Hans Kjeld Rasmussen | Francis Cornet    |
| Team        | Sovjet-Unie    | Polen                | Tsjecho-Slowakije |
| Dames       |                |                      |                   |
| Individueel | Ruth Jordan    | Laura Fantauzzi      | Dorota Chytrowska |
| Team        | Polen          | BRD                  | Frankrijk         |

1955 · 1956 · 1957 · 1958 · 1959 · 1960 · 1961 · 1962 · 1963 · 1964 · 1965 · 1966 · 1967 · 1968 · 1969 · 1970 · 1971 · 1972 · 1973 · 1974 · 1975 · 1976 · 1977 · 1978 · 1979 · 1980 · 1981 · 1982 · 1983 · 1984 · 1985 · 1986 · 1987 · 1988 · 1989 · 1990 · 1991 · 1992 · 1993 · 1994 · 1995 · 1996 · 1997 · 1998 · 1999 · 2000 · 2001 · 2002 · 2003 · 2004 · 2005 · 2006 · 2007 · 2008 · 2009 · 2010 · 2011 · 2012 · 2013 · 2014 · 2015 · 2016 · 2017 · 2018 · 2019 · 2020 · 2021 · 2022 · 2023 · 2024 ·